# Sheep Island (Antrim)
Sheep Island (irisch Oileán na gCaora[ch], deutsch „Schafinsel“) ist eine unbewohnte Insel, 0,5 km vor der Küste Nordirlands in der Nähe von Ballintoy, im County Antrim. Sie hat eine Fläche von 3,5 Hektar und ist bekannt für ihre steilen Klippen (von denen eine fast vertikal und mehr als 20 m hoch ist) und felsigen Küsten. Die Kuppe der Insel ist gewölbt und mit Erde bedeckt.
Die Insel ist als besonderes Schutzgebiet (Special Protection Area) und als Gebiet von besonderem wissenschaftlichem Interesse (Area of Special Scientific Interest) ausgewiesen.  Dies liegt daran, dass hier eine Kormoranpopulation (Phalacrocorax carbo) lebt, die mehr als 5 % der Anzahl in ganz Irland ausmacht. Die Insel weist auch Kormorane der Art (Phalacrocorax aristotelis) und Seevögel der Arten Eissturmvogel, Dreizehenmöwe, Silbermöwe, Cepphus (Alken) und Gryllteisten der Art (Cepphus grylle) auf.

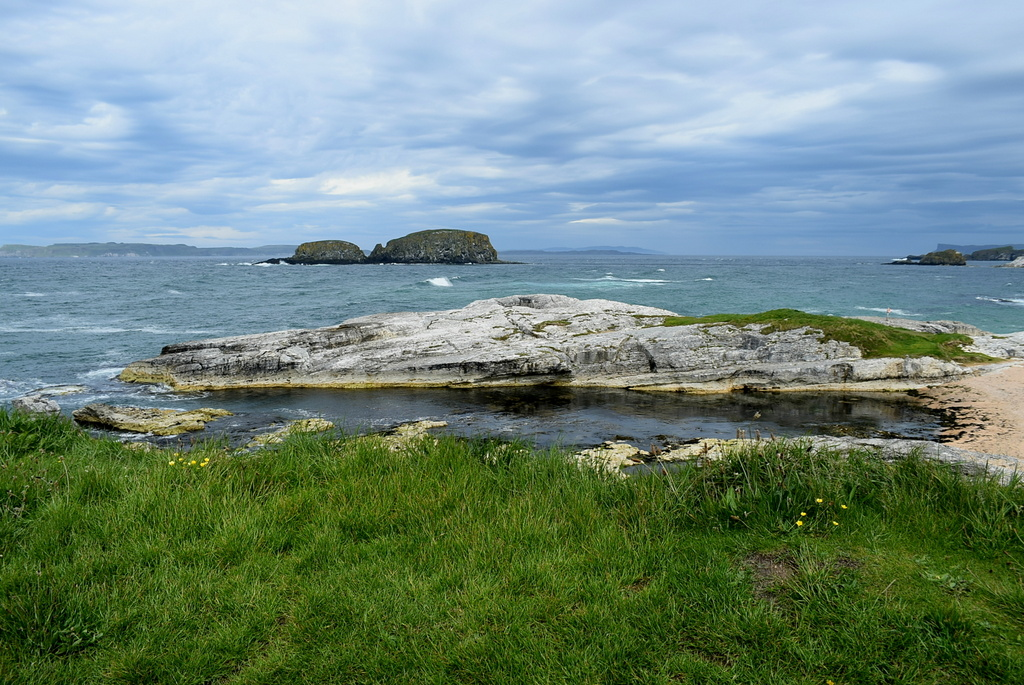
Sheep Island von Ballintoy Demesne

In der Nähe liegen die Inseln Carrick-a-Rede und Rathlin Island.